# Croix de la Déportation
La Croix de la Déportation est un monument érigé à Horton Landing, en Nouvelle-Écosse au Canada.

## Description
La Croix de la Déportation est située à Horton Landing, en Nouvelle-Écosse, à 1,5 kilomètre du lieu historique national de Grand-Pré, au site de l'embarquement lors de la déportation de Grand-Pré de 1755, dans le contexte de la déportation des Acadiens. Le monument est situé à quelques mètres d'un monument dédié aux Planters, des colons arrivés dans la région à partir de 1760.[réf. nécessaire]
Elle mesure environ 12 pieds (4 mètres) de haut. C'est une croix de fer malléable, sise sur une plateforme en béton armé, faisant face à l'église-souvenir de Grand-Pré. Le monument est entouré d'une balustrade en fer de 15 pieds carrés.

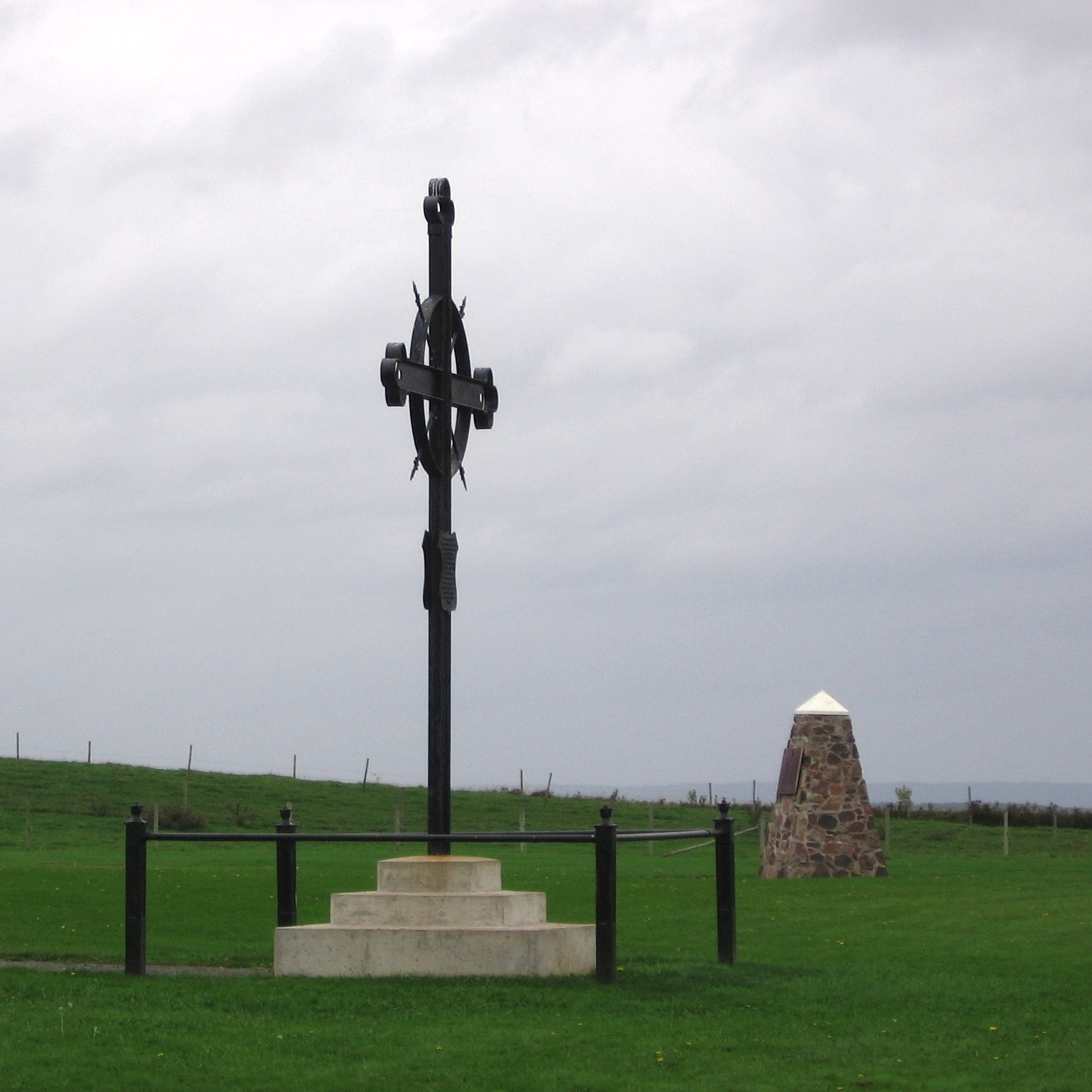
Le monument aux Planters, visible près de la croix.

C'est une croix latine de style gothique. Les trois extrémités sont terminées par des trilobes, symbolisant l'espérance, la connaissance de l'essence du Dieu trinitaire et aussi les points cardinaux,. Au croisement du pal et de la fasce se trouvent un cercle traversé en sautoir par quatre lances. Le cercle symbolise l'univers tandis que les lances rappellent les souffrances endurées par les déportés ainsi que le corps transpercé du Christ. Des pièces décoratives et les pointes marquent la violence des événements. Une inscription bilingue – français et anglais – est installée sur un écusson sous la traverse de la croix: « Le lit desséché du crique [sic] que l'on aperçoit dans le pré à quelques pas d'ici est l'endroit où furent embarqués sur les chaloupes, les victimes du Grand Dérangement de 1755 pour être transbordées sur les transports ancrés dans le Bassin des Mines » .
La Commission pour la commémoration internationale de l'Odyssée acadienne et du Grand Dérangement compare son importance symbolique à celle de la croix celtique pour la Grande famine en Irlande.

## Histoire

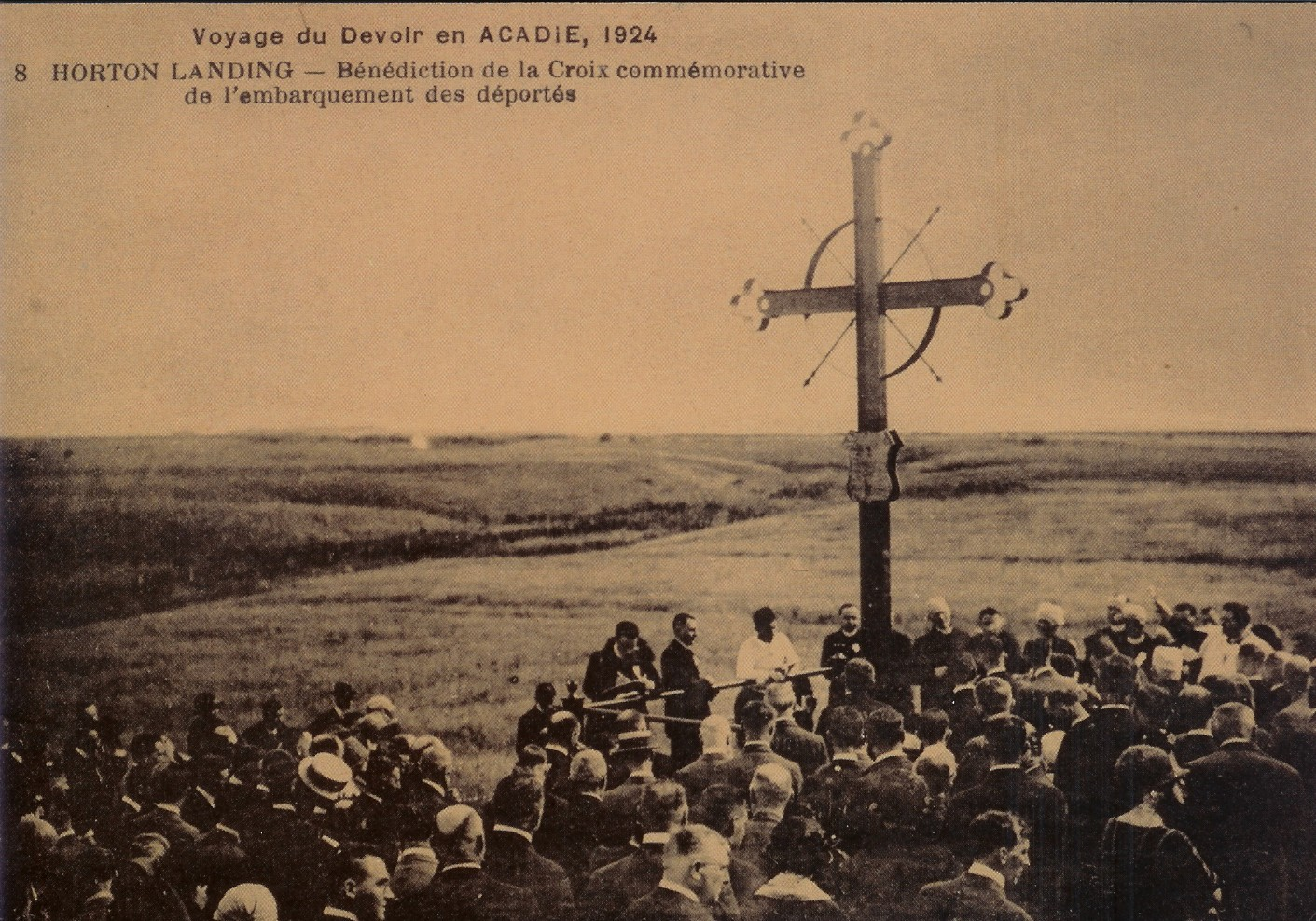
La messe commémorative du monument.

La croix est érigée en 1924 par le comité chargé de la construction de l'église-souvenir de Grand-Pré. Le projet date d'au plus tard de 1923, tel qu'en fait foi un article publié le 29 août de cette année dans L'Action catholique. Le chemin de fer Dominion et Atlantic cède alors le terrain aux Acadiens à condition qu'ils le clôturent et qu'ils y érigent une croix avant trois ans. C'est d'ailleurs par ce chemin de fer que des milliers de pèlerins se rendent alors à Grand-Pré.
La croix est conçue par l'architecte acadien René-Arthur Fréchette. La croix est fabriquée par Adams and Sons de Moncton et érigée par Thadée Léger de Lewisville, qui était aussi responsable des travaux de l'église-souvenir. Les travaux commencent en juillet. Un pèlerinage, auxquels se joignent 280 délégués, est organisé au « pays d'Évangéline » par Henri Bourassa, éditeur du journal Le Devoir. Le 19 août, la messe commémorative de la Croix de la Déportation, présidée par Mgr Richard de Verdun, a lieu, après une cérémonie et une messe à l'église-souvenir, auxquels participent entre autres Valentin Landry. Le discours que prononce Henri Bourassa fait la une de plusieurs journaux ; il y demande « l'unité des deux races ».
Certaines personnes auraient préféré le nom « Croix de l'embarquement » mais le choix pencha pour un nom plus générique. Le déplacement de la croix est proposé puis abandonné, afin de conserver son importance symbolique et historique. En 1980 toutefois, Melvin Gallant dénonce le fait que la croix est enclavée dans un terrain privé interdit d'accès et qu'un dépotoir y est aménagé à proximité. Des fouilles archéologiques, notamment celles de Sherman Bleakney, mettent en évidence que le lieu d'embarquement des déportés se trouvait en fait à 500 mètres de la croix, à Horton Landing, au bord du ruisseau Gaspareaux, au lieu-dit du Vieux-Logis. 
En raison du grand nombre de touristes marchant le long de la voie ferrée pour se rendre au monument, le chemin de fer Windsor & Hantsport a demandé à Parcs Canada en 2004 de déplacer le monument pour des raisons de sécurité. Des démarches sont aussi entreprises afin d'aménager un sentier à travers les marais, notamment à cause des plaintes de riverains. Le monument est finalement déplacé en 2005 à Horton Landing[réf. nécessaire].
Le paysage de Grand-Pré est inscrit au patrimoine mondial de l'UNESCO 30 juin 2012.

## Répliques

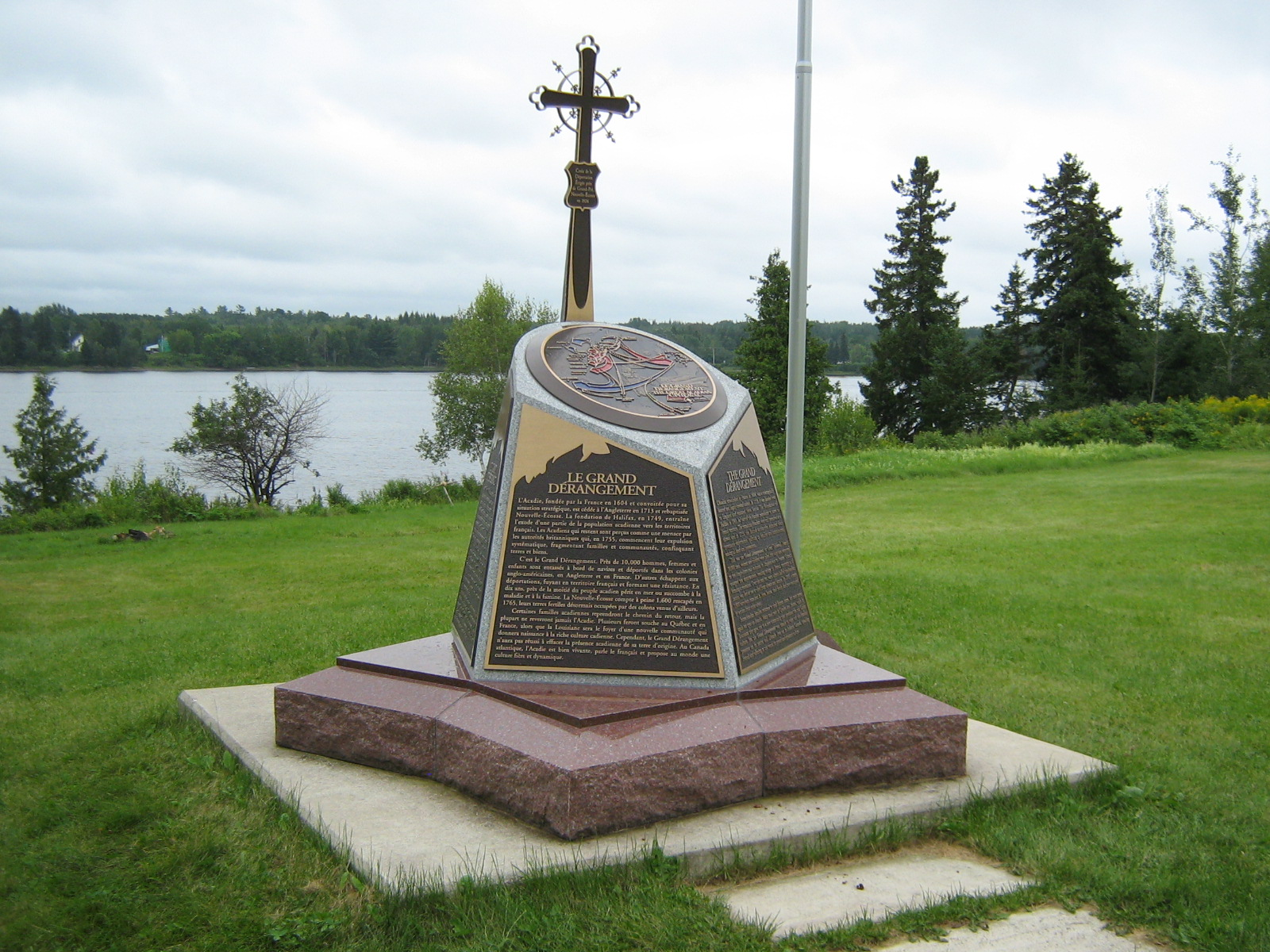
Un monument de l'Odyssée acadienne de l'île Boishébert.

Une réplique de la Croix de la Déportation est installée au Monument Acadien de Saint-Martinville, en Louisiane, en 2003, à l'endroit où sont débarqués des réfugiés acadiens en 1765.
La série de monuments L'Odyssée acadienne, installés à travers le monde à partir de 2005, comprend une réplique de la croix.
Plusieurs artistes se sont inspirés du monument, dont Alex Colville avec sa toile French Cross.